# Mossberg 500
Mossberg 500 je serija sačmarica koje proizvodi O.F. Mossberg & Sons. Brojevi modela serije 500 su 500, 505, 510, 535 i 590.